# Palmarès dello Sporting Clube de Portugal
Lo Sporting Clube de Portugal (pron. [ˈspɔɾtĩɡ ˈklub(ɨ) dɨ puɾtuˈɡaɫ]), meglio noto come Sporting o, in lingua italiana, come Sporting Lisbona (Euronext: SCP), è una società polisportiva portoghese, con sede nella città di Lisbona. Attivo in numerose discipline, il club è noto a livello internazionale principalmente per la sua sezione calcistica, che milita nella Primeira Liga, la massima divisione del campionato portoghese, dalla quale non è mai retrocesso.
È, insieme al Benfica e al Porto, una delle tre grandi (Os Três Grandes) del calcio lusitano. È la terza squadra portoghese per numero di trofei vinti, dietro a Benfica e Porto, avendo vinto 21 titoli nazionali, 18 coppe nazionali, 4 coppe di Lega, nove supercoppe nazionali e, a livello internazionale, una Coppa delle Coppe (nel 1963-1964, unica squadra portoghese ad avere vinto questo trofeo); ha altresì giocato la finale della Coppa UEFA 2004-2005, uscendone sconfitta nel proprio stadio.

## Competizioni nazionali
- Campionato portoghese: 21

1940-1941, 1943-1944, 1946-1947, 1947-1948, 1948-1949, 1950-1951, 1951-1952, 1952-1953, 1953-1954, 1957-1958, 1961-1962, 1965-1966, 1969-1970, 1973-1974, 1979-1980, 1981-1982, 1999-2000, 2001-2002, 2020-2021, 2023-2024, 2024-2025
- Coppa del Portogallo: 18

1940-1941, 1944-1945, 1945-1946, 1947-1948, 1953-1954, 1962-1963, 1970-1971, 1972-1973, 1973-1974, 1977-1978, 1981-1982, 1994-1995, 2001-2002, 2006-2007, 2007-2008, 2014-2015, 2018-2019, 2024-2025
- Coppa di Lega portoghese: 4

2017-2018, 2018-2019, 2020-2021, 2021-2022
- Supercoppa di Portogallo: 9

1944 (non ufficiale), 1982, 1987, 1995, 2000, 2002, 2007, 2008, 2015, 2021
- Campeonato de Portugal 4

1923, 1934, 1936, 1938

## Competizioni internazionali
- Coppa delle Coppe: 1  (record portoghese)

1963-1964
- Coppa Intertoto: 1

1968

## Competizioni regionali
- Campeonato de Lisboa: 19

1914-1915, 1918-1919, 1921-1922, 1922-1923, 1924-1925, 1927-1928, 1930-1931, 1933-1934, 1934-1935, 1935-1936, 1936-1937, 1937-1938, 1938-1939, 1940-1941, 1941-1942, 1942-1943, 1944-1945, 1946-1947, 1947-1948
- Taça de Honra: 29

1914-1915, 1915-1916, 1916-1917, 1921-1922, 1922-1923, 1924-1925, 1927-1928, 1930-1931, 1933-1934, 1934-1935, 1935-1936, 1936-1937, 1937-1938, 1938-1939, 1940-1941, 1941-1942, 1942-1943, 1944-1945, 1946-1947, 1947-1948, 1948-1949, 1949-1950, 1961-1962, 1963-1964, 1965-1966, 1970-1971, 1984-1985, 1990-1991, 1991-1992

## Competizioni giovanili
- Torneo Internazionale Under-19 Bellinzona: 1

2008

## Altri piazzamenti
- Campionato portoghese:

Secondo posto: 1934-1935, 1938-1939, 1939-1940, 1941-1942, 1942-1943, 1944-1945, 1949-1950, 1959-1960, 1960-1961, 1967-1968, 1970-1971, 1976-1977, 1984-1985, 1994-1995, 1996-1997, 2005-2006, 2006-2007, 2007-2008, 2008-2009, 2013-2014, 2015-2016, 2021-2022
Terzo posto: 1935-1936, 1936-1937, 1937-1938, 1945-1946, 1954-1955, 1962-1963, 1963-1964, 1971-1972, 1974-1975, 1977-1978, 1978-1979, 1980-1981, 1982-1983, 1983-1984, 1985-1986, 1989-1990, 1990-1991, 1992-1993, 1993-1994, 1995-1996, 2000-2001, 2002-2003, 2003-2004, 2004-2005, 2010-2011, 2014-2015, 2016-2017, 2017-2018, 2018-2019
- Coppa del Portogallo:

Finalista: 1922, 1925, 1928, 1933, 1935, 1937, 1951-1952, 1954-1955, 1959-1960, 1969-1970, 1971-1972, 1978-1979, 1986-1987, 1988-1989, 1993-1994, 1995-1996, 1999-2000, 2011-2012, 2017-2018, 2023-2024
Terzo posto: 1918 (non ufficiale)
Semifinalista: 1913 (non ufficiale), 1929, 1938-1939, 1941-1942, 1942-1943, 1957-1958, 1958-1959, 1960-1961, 1964-1965, 1965-1966, 1968-1969, 1974-1975, 1975-1976, 1992-1993, 1996-1997, 2000-2001, 2005-2006, 2021-2022
- Coppa di Lega portoghese:

Finalista: 2007-2008, 2008-2009, 2022-2023, 2024-2025
Semifinalista: 2009-2010, 2010-2011, 2019-2020, 2023-2024
- Supercoppa di Portogallo:

Finalista: 1980, 2019, 2024, 2025
- Coppa delle Coppe:

Semifinalista: 1973-1974
- Coppa UEFA/Europa League:

Finalista: 2004-2005
Semifinalista: 1990-1991, 2011-2012
- Coppa Latina:

Finalista: 1949
- UEFA Youth League:

Semifinalista: 2022-2023